# يوان فان
يوان فان (بالصينية: 袁帆) (6 نوفمبر 1986 بشانغهاي في الصين - ) هي لاعبة كرة قدم صينية في مركز الدفاع، شاركت في الألعاب الأولمبية الصيفية 2008.

## وصلات خارجية
- يوان فان على موقع الاتحاد الدولي (مؤرشف)  (الإنجليزية)
- يوان فان على موقع أوليمبيديا (الإنجليزية)
- يوان فان على موقع اللجنة الأولمبية الصينية (الإنجليزية)